# Paris (Kentucky)
Paris város az Amerikai Egyesült Államok Kentucky államában, Bourbon megyében, melynek megyeszékhelye is. Lakosainak száma 10 171 fő (2020. április 1.).

## Népesség
A település népességének változása:

| 2010 | 8 553  |
| 2020 | 10 171 |